# Dolores Hidalgo, Puebla
Dolores Hidalgo är en ort i Mexiko.   Den ligger i kommunen Huitziltepec och delstaten Puebla, i den sydöstra delen av landet, 150 km sydost om huvudstaden Mexico City. Dolores Hidalgo ligger 1 942 meter över havet och antalet invånare är 1 082.
Terrängen runt Dolores Hidalgo är platt åt sydväst, men åt nordost är den kuperad. Runt Dolores Hidalgo är det ganska glesbefolkat, med 21 invånare per kvadratkilometer. Närmaste större samhälle är Tecamachalco, 19,4 km nordost om Dolores Hidalgo. Trakten runt Dolores Hidalgo består i huvudsak av gräsmarker.